# Suren Nalbandjan
Suren Nalbandjan (* 3. června 1956) je bývalý sovětský zápasník – klasik arménské národnosti, olympijský vítěz z roku 1976.

## Sportovní kariéra
Pochází z arménské obce Gegard. V osmi letech se s rodinou přestěhoval do ruské Astrachaně. Zápasení se věnoval od útlého dětství. Na řecko-římský styl se specializoval ve 13 letech v Astrachani pod vedením Vladimira Fomina. V roce 1971 si ho na jednom z turnajů všiml začínající trenér Gennadij Sapunov pod jehož vedeném připravoval po zbytek kariéry. Jeho sportovní kariéra nebyla dlouhá kvůli kázeňským problémům v soukromém životě.
V roce 1976 byl vybrán do sovětské mužské reprezentace jako reprezentační dvojka za kyjevského Nelsona Davidjana ve váze do 62 kg. Během dubnového Mistrovství Evropy v Leningradě si však Šamil Chisametdinov přetrhal vazi v rameni a tím se uvolnilo místo ve vyšší váze do 68 kg. Ve dvaceti letech startoval na olympijských hrách v Montreálu. V pátém kole vyhrál klíčový zápas proti Rumunu Ștefanu Rusuovi v poměru 5:3 na technické body a v dalším kole potvrdil vítězství proti silnému Poláku Andrzeji Supronovi v poměru 7:4 na technické body. V posledním kole neprohrál na lopatky (před časovým limitem) s východním Němcem Heinz-Helmutem Wehlingem a získal zlatou olympijskou medaili.
V roce 1977 se dostal do křížku se zákonem ohledně podvodů a polygamie. V roce 1979 se vrátil k tréninku a v roce 1980 byl vybrán do sovětského olympijského týmu pro start na domácích olympijských hrách v Moskvě. Ve čtvrtém kole mu v poměru 2:4 na technické body vrátil porážku z minulé olympiády Polák Andrzej Supron. V pátém kole doplatil na taktické šachy Rumuna Ștefana Rusa, který s ním záměrně zremizoval zápas na pasivitu a tím ho vyřadil z dalších bojů dosažením maxima šesti klasifikačních bodů. Obsadil 4. místo. Po olympijských hrách v Moskvě přišly další problémy se zákonem, kvůli výtržnostem strávil tři roky ve vězení.

## Výsledky
| Turnaj             | 1974 | 1975 | 1976 | 1977 | 1978 | 1979 | 1980 |
| Turnaj             | 18   | 19   | 20   | 21   | 22   | 23   | 24   |
| Turnaj             | -62  | -68  | -68  | -68  | -68  | -68  | -68  |
| ------------------ | ---- | ---- | ---- | ---- | ---- | ---- | ---- |
| Olympijské hry     |      |      | 1.   |      |      |      | 4.   |
| Mistrovství světa  | —    | —    |      | —    | —    | —    |      |
| Mistrovství Evropy | —    | —    | 3.   | 1.   | —    | —    | —    |
| ME nadějí          | 2.   |      | —    |      |      |      |      |
| MS juniorů         |      | 1.   |      |      |      |      |      |